# 中共中央东北工作委员会
中共中央东北工作委员会（简称“东委”、“东工委”）是1939年至1945年期间，负责开展对东北沦陷区工作的中共中央机关。

## 历史
1939年1月26日中共中央书记处召开会议，听取了关于东北抗日联军问题的报告，决定成立中共中央东北工作委员会，主要任务：
1. 搜集、了解、研究日伪统治下东北的政治、军事、经济等情况，
2. 设法联络东北抗日联军。1939年五、六月间，东北工作委员会派王有（钟子云）等到晋察冀边区建立交通站，专门负责联系东北抗日联军的工作，曾多次派人到东北与抗联联系，但始终未果。

1939年4月，中共中央决定成立由张学思领导的抗大东北干部队，简称“东干队”，并确定由周恩来直接领导筹备，具体工作由中央东工委刘澜波和张学思负责。经张学思、王岳石、金浪白等联系，5月间即有50多名在抗大学员愿意参加东干队。抗大总校挺进敌后之后，东干队编为留在陕北的抗大三分校直属二队。队长高存信（原抗大一大队二队即高级政治队队长），政治指导员张炽昌/徐健生。7月，拟定学习6个月后挺进冀东的计划。鉴于敌后形势，1940年初决定延长东干队学习时间，张学思任队长，高存信改任军事教员。东干队80余人来自13个省市，东北人仅占70%。1939年底被评为抗大三分校的模范队。1940年9月14日东干队离开延安出发，共87人，其中干部85人（其中5名女性）和炊事员、勤务员各1人，编为3个区队、9个班。队长张学思，指导员高存信，副队长罗文，3名区队长史存真（林千）、杨国治、王军。黄新廷的第一二〇师七一六团和晋察冀二分区第十九团负责在北同蒲路忻县平社以南过封锁线无人区，连续走了2个白昼1个夜晚240里地，进入晋察冀二分区，10月下旬抵达灵寿县陈庄的晋察冀军区司令部。聂荣臻表示东干队经冀热辽去东北，从现时情况看还不行，已请示中央军委东干队先去冀中军区参加工作，以后看情况再说。聂荣臻、彭真接见了东干队全体成员并做了形势讲话。11月底轻易通过平汉路封锁线，抵达冀中军区驻地定县甄村，84名干部，分配到冀中军区司令部的军事干部47人，分到政治部33人，分到卫生部4人。其中3名朝鲜籍干部懂日语，分到了冀中军区敌工部。随后的抗日战争、解放战争中牺牲15人，积劳成疾病故12人，被俘后动摇投敌2人。张学思分配到冀中军区司令部任参谋处长。
1942年初，中央决定东工委进驻距东北较近的晋察冀边区，由晋察冀中央分局代管。1942年1月，中央组织部从中央各机关抽调了一些干部，韩光在延安开办东委干部短训班，培训三个月后，韩光率全体干部赴晋察冀分局，1942年7月抵达河北省平山县。1942年8月，东工委在平山县正式成立。主要任务是：从延安和晋察冀边区选调在东北有社会关系或熟悉东北情况的干部，经过短期培训后派往东北，在东北站住脚，长期埋伏，进行秘密建党工作。1942年到1945年，东委向东北、平津等地派遣了100余人开展秘密工作。
1944年9月4日，中共中央分别给晋察冀分局和山东分局并胶东区委发出指示，指出：“满洲工作之开展，不但关系未来中国之局面至巨，而且已成刻不容缓之紧急任务”；指示晋察冀分局及冀中区党委、冀热辽区党委和山东分局、胶东区党委，各自组成满洲工作委员会，“负责动员和领导一切可能的力量开展满洲工作”。
向辽宁派遣的主要有：边兆祥到奉天，韩昌和到鞍山，于宝琪、孙玉明到阜新，张霖、边江到营口，王光石到辽中，赵子卿到朝阳，赵文隆到沟帮子，张紧、王晋、王英斋到铁岭等。 
向吉林派遣的主要有：胶东区委社会部派遣李光到吉林市；中央某部派遣李维民带报务员到吉林市；东工委派李冀到柳河，郑墉到吉林市，傅海龄（化名傅根深）和王永生到长春，许筠到长春，派申东黎和苏东夫妇到长春，李发禹、李桂珠、李小珠到舒兰，徐慎到长春；八路军前方总部派遣刘健民到德惠、扶余、农安、郭前旗、长岭、乾安等地做交通员；晋察冀分局社会部派遣李焕章和王习、梁若本到长春，赵东黎到农安；胶东区党委派遣刘仲武（闫维国）、丁化一(闫培桐，刘仲武叔叔)到吉林市、舒兰县二道河子矿区等地；胶东区东海地委统战部派梁海桥到长春、吉林。
1942年2月，中共胶东区委统战部成立了群众性外围组织“海外各界抗日同盟会”（简称抗盟），派遣姚黎明到通化、辑安一带活动，成立抗盟辽东总会，姚黎明担任主任委员，设大连、沈阳、安东、通化4个分会。胶东区委统战部派罗衡到东北为辽东总会组织委员，李剑云为宣传委员。姚黎明在辑安为据点开展工作，李剑云以通化为据点开辟铁厂子、二道江一带的工作，罗衡和刘仁宏以七道沟为据点开辟石人、八宝、大栗子工作，李鹏飞负责通化地区的交通联络工作，张寿山负责大连工作，王锡礼负责大连交通站与胶东、七道沟的交通联络工作。1944年10月末，中共胶东区委统战部派刘芝翔到东北，与吕嵩、罗衡共同组建中共辽东支部。根据罗衡的汇报，辽东支部批准姚黎明、李剑云、李鹏飞、王锡礼、刘仁宏、杨德广、张寿山等加入中国共产党，并决定成立中共通化分支部，再组建抗盟辑安分会和七道沟特别小组。辽东支部分工：罗衡负责通化分支部和抗盟辽东总会工作及通化、大连、沈阳已有工作，刘芝翔负责建立抗盟沈阳分会并开辟本溪工作，吕嵩负责建立抗盟安东分会并开辟安东一带工作。同时指定李剑云、姚黎明、张寿山分别为通化、辑安、大连党小组组长兼抗盟分会主任，杨德广为七道沟党小组和抗盟特别小组组长，王世昌为沈阳抗盟小组组长，李鹏飞、王锡礼、刘仁宏分别负责交通和情报工作。

## 领导人
1939-1941年的组成：
- 主任：王明
- 委员：王明、杨松(负责召集会议)、孙山（孙西林）、张松（李范五）、杨明（李延禄）、王若飞、刘澜波、王有（钟子云）

1941-1945年的组成：
- 书记程子华（晋察冀中央分局代理书记兼）
- 副书记刘仁（晋察冀中央分局组织部部长兼）、韩光（原任中共中央统战部秘书长、党派科长，主持东工委日常工作）